# NGC 3800
NGC 3800 este o intermediate spiral galaxy⁠(d) situată în constelația Leul. A fost descoperită în 8 aprilie 1784 de către William Herschel. Se află la o distanță de 51,03 de megaparseci de Pământ.